# فالنغرا
فالنغرا (بالإيطالية: Valnegra)‏ هي كومونا تقع في إيطاليا في مقاطعة بيرغامو. يقدر عدد سكانها بـ 233 نسمة ومساحتها 2.1 كم2 وترتفع عن سطح البحر 581 متر.

## السكان
في سنة 1861 بلغ عدد السكان 285 نسمة، وتطور العدد ليصل في سنة 2011 لـ 207 نسمة.
يظهر هذا المخطط البياني تطور النمو السكاني لـ فالنغرا